# 교통경찰

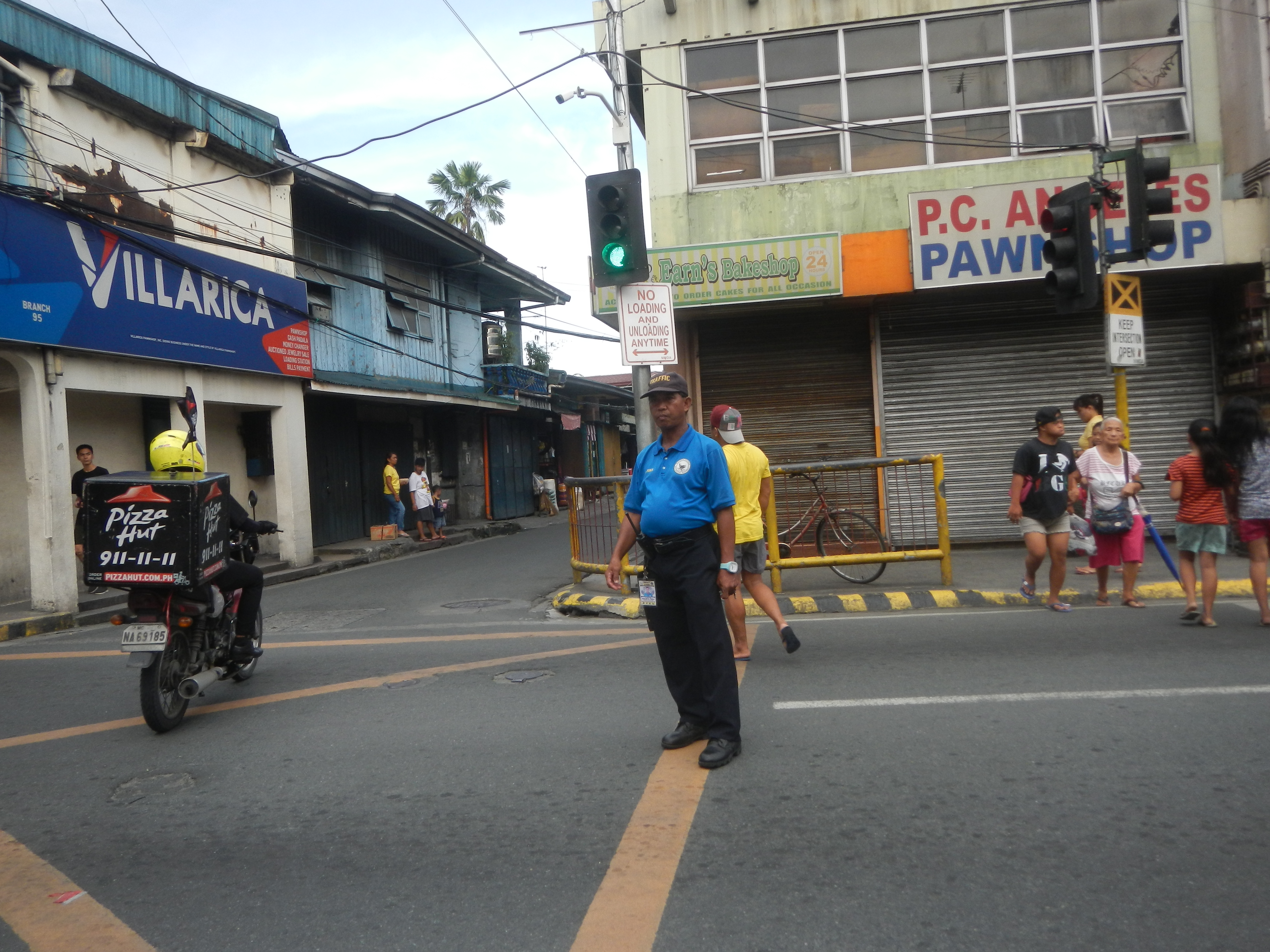
필리핀의 교통경찰

교통경찰(交通警察, 트래픽 폴리스, traffic police, traffic officers, traffic cops)은 교통법규를 집행하고 교통을 관리하는 경찰관이다. 주로 교통 법규 위반을 단속하거나, 교통체증이 심한 곳을 관리, 정리하거나 통제하는 일을 맡고 있으며, 고속도로 순찰대를 비롯해 기타 도로의 교통 위반을 해결하는 경찰도 포함한다. 그들은 독립된 기관이거나, 경찰내의 부서 또는 부서 또는 경찰관에게 부여된 일종의 임무일 수 있으며, 교통 당국의 일부일 수도 있다. 별도의 조직으로 구별되어 있지만 같은 경찰 공무원으로서 필요한 경우 교통경찰관도 일반적인 경찰 임무를 수행할 수 있으며, 타 부서에서 일하는 경찰관도 교통단속 업무를 수행할 수 있다.
교통경찰은 다음과 같이 정의될 수 있다:
...교통경찰은, 대부분의 경찰에서 주변적인 존재로 여겨지는 교통 경찰은 권위적인 개입과 상징적인 정의 실현에 모두 참여합니다. 그러나 교통경찰의 업무는 특정 장소, 즉 공공 도로와 특정 사람, 즉 자동차를 운전하는 사람으로 제한된다는 점에서 다른 경찰과 다릅니다. 그러나 업무 측면에서는 교통 경찰은 형사이자 순찰을 담당하는 경찰이기도 합니다.

## 역사
교통경찰은 3세기에 걸쳐서 유지되어 왔다. 첫최초의 교통경찰은 1722년 영국 런던에서 설립되었는데, 18세기 교통량이 증가하자 진행 방향 지키고 교통이 끊기지 않게 하기 위해 교통을 통제할 목적으로 도로의 좌측 통행을 지키고 정차하지 않도록 지도하기 위해 런던 시장이 런던 브릿지에 세 명을 배치한 것이 시초가 되었다.

## 단속 방법

### 교통 통제

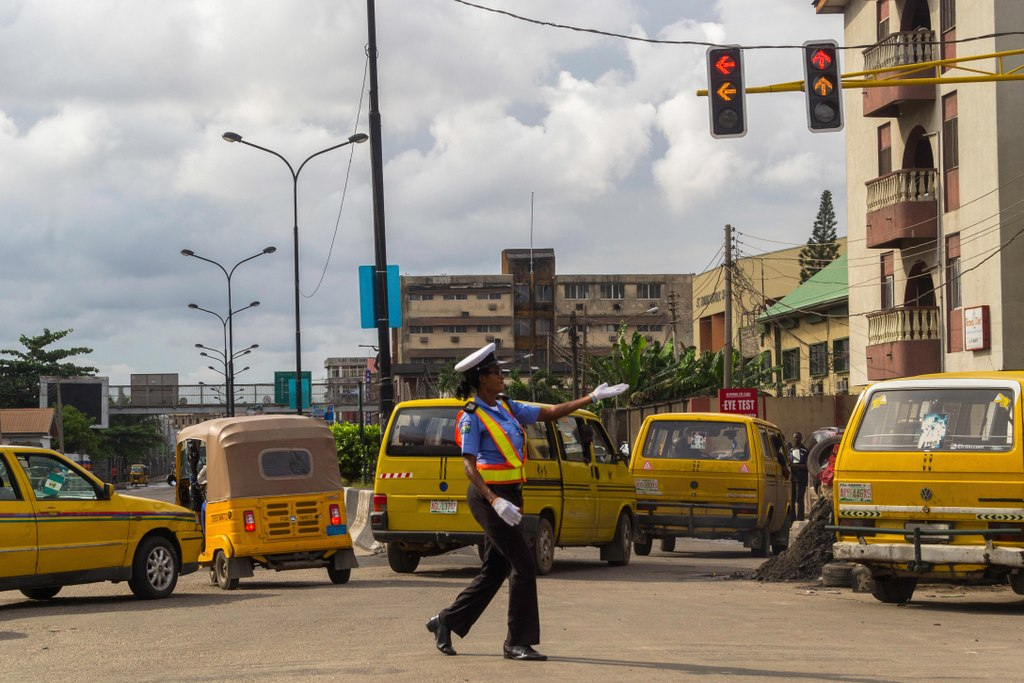
나이지리아 경찰관이 혼잡한 교차로에서 교통을 정리하고 있다.

가장 간단하고 오래된 교통 경찰 활동은 교통을 정리하는 것이다. 한명 이상의 교통 경찰이 교차로의 중앙에 서서 수신호와 더불어 호루라기, 멈춤 표시, 경광등등의 도구를 통해 도로에서 차량과 보행자 흐름을 통제하는 업무를 수행한다. 교통 흐름을 관리하는 경찰은 일반적으로 밝은 색상의 유니폼 (역사적으로 흰색 핼맷과, 장갑, 네온 색상으로 된 의상 혹은 반사 조끼에 이르기까지 운전자에게 가시성을 제공하고 교통사고를 방지하기 위해 가시성이 높은 복장을 착용한다.
전 세계적으로 표지판과 신호등이 보급되면서 수신호를 하는 것은 드문 일이 되었지만 문제가 생기거나 도로가 통제되었을 때, 정전이나 고장으로 인해 신호등이 동작하지 않을 때, 교통이 심각하게 혼잡해 교통 정리가 필요할 때와 교통 사고로 인해 주변을 정리할 때와 같은 특정한 상황에서 수신호를 진행하고 있다.  신호등과 표지판을 사용하지 않거나 교통량이 너무 밀집되어 신호등과 표지판에만 의존하는 것보다 사람이 직접 정리하는 곳이 더 효과적인 곳에서 여전히 주류를 이루고 있다.

### 차량 단속

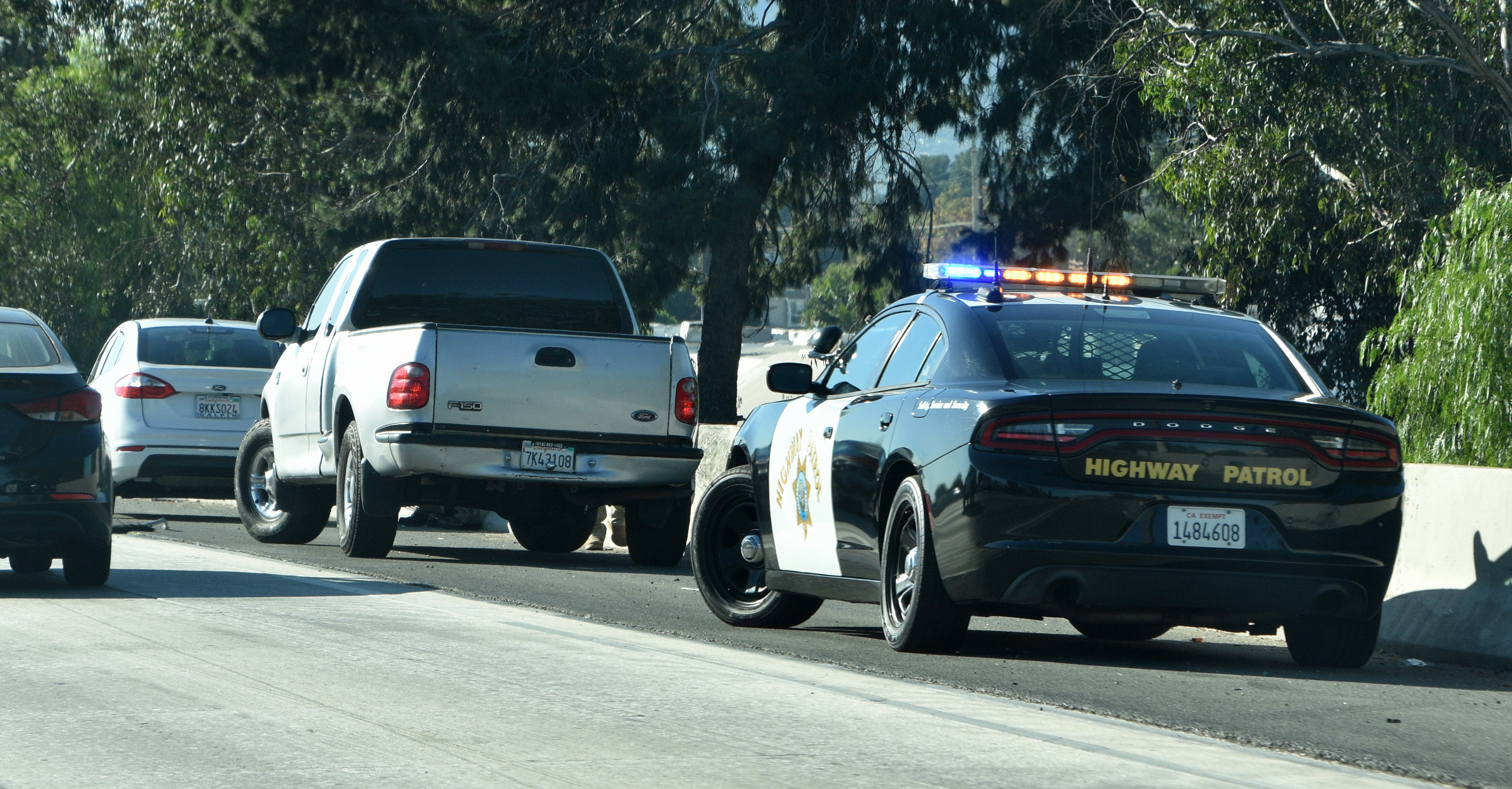
캘리포니아의 교통 경찰이 위반 차량을 단속하고 있다.

현대에서 교통경찰의 주요 업무는 교통 단속이다. 대체로 이는 경찰차 혹은 경찰 오토바이를 이용해 도로 순찰 및 단속을 실시하지만, 헬리콥터와 선박를 이용한 순찰 및 단속을 진행하고 있다. 차량 단속은 일반 경찰의 순찰과 매우 유사한 경우가 많으며, 일부 기관에서는 경찰의 표준 업무일 수도 있다. 차량 단속은 일반적으로 속도 위반(과속), 등록 및 면허, 음주 운전, 불법 개조 유무, 상업용 차량 검사, 기타 차량 관련 법률 위반 및 범죄 단속으로 이루어져 있다. 차량 단속의 가장 일반적인 방법은 검문소를 설치하거나, 순찰차를 이용한 단속, 그리고 레이더 스피드 건을 활용한 도로 갓길에서의 감시 활동이 있다.
필요할 경우, 차량 통행량이 많은 도로에 대해서 헬리콥터와 드론과 같은 항공 장비를 이용한 공중 단속을 실시한다. 조종사 혹은 단속 장비 운용자는 일련의 도로 표지판 사이를 이동하는 데 걸리는 시간을 계산합니다. 조종사는 차량이 과속 또는 법규를 위반하고 있다고 판단되면 육상에서 대기중인 순찰차에 이를 통보하여 단속을 실시하며, 필요할 경우 단속을 피해 도주하고 있는 차량을 공중에서 추격해서 지상에 대기하고 있는 순찰차에 알려 단속을 시행하는 방식으로 교통안전에 큰 역할을 하고 있다.

### 원격 단속

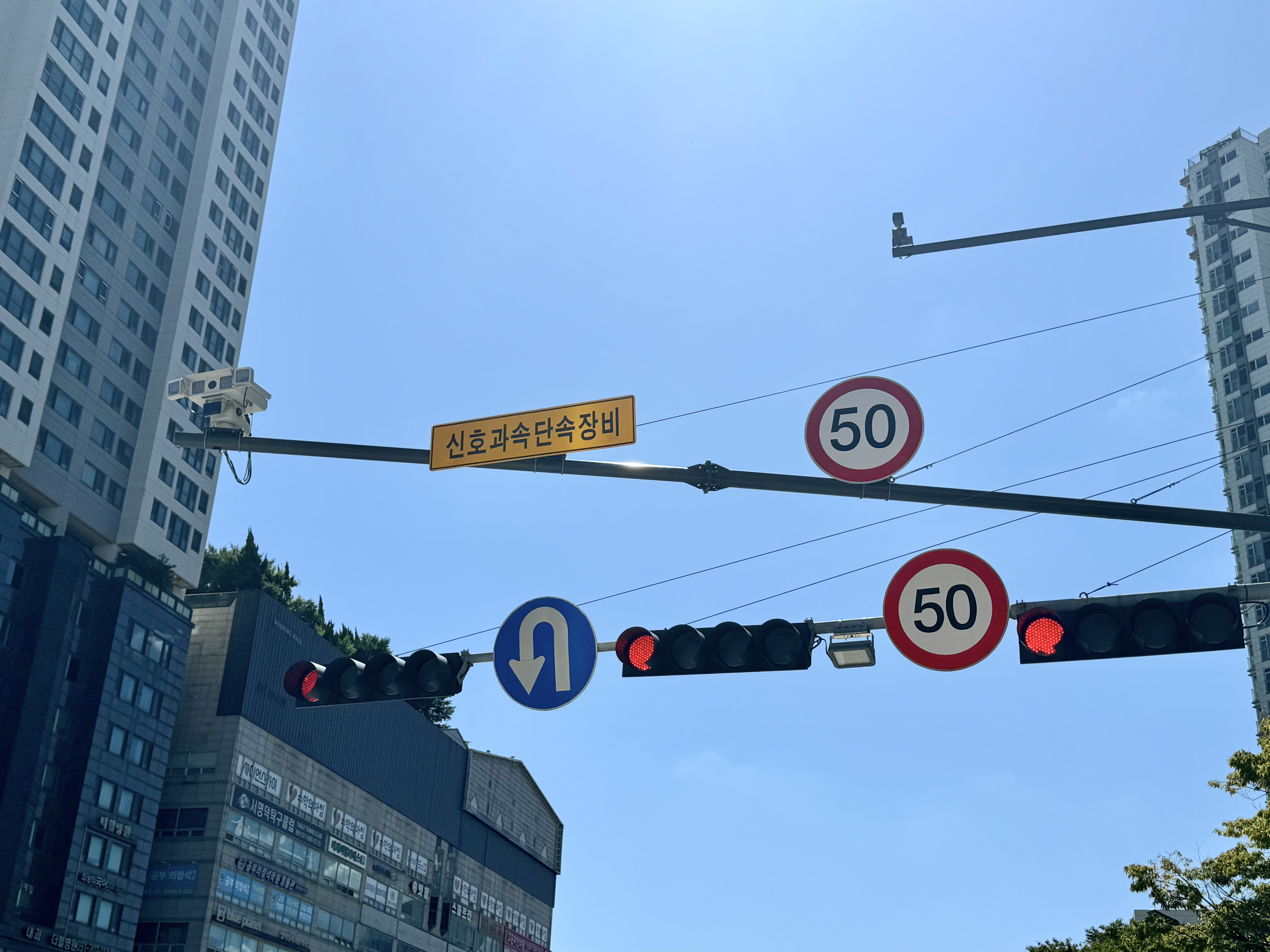
대한민국의 교통 단속 카메라

원격 단속은 주로 경찰 혹은 교통 기관이 설치한 교통 단속 카메라에 의해 이루어지고 있다. 카메라를 통해 차량번호와 통과 속도를 자동으로 측정해 과속, 신호위반, 그리고 통행 가능 차량 여부를 확인해 자동으로 단속하고, 난폭 운전, 교통 사고, 시설물 상태와 같이 교통상황을 모니터링하여 필요한 경우 적절한 조치를 취한다.

## 단속 기관
교통 경찰은 이름에서 알 수 있듯이 일반적으로 경찰이 수행한다. 교통 경찰은 독립된 경찰 기관이거나, 경찰 기관 내 부서 또는 경찰관에게 부여된 임무인 경우가 많다. 독립된 기관 혹은 부서는 일반 경찰과 동일하거나 유사한 법 집행 기관으로서의 권한을 가진다.

### 경찰 외의 교통 단속
일부 교통경찰관은 경찰 기관에 소속되어 있지 않고 교통 당국, 고속도로 당국 또는 시의 특정 기관등에 속해있기도 한다. 이들은 종종 경찰과 함께 일하며 긴급 상황에서 경찰의 도움을 요청할 수 있다.
대한민국에서는 도로교통법 제5조 및 도로교통법 시행령 제6조에 의해 모범 운전자에게 교통정리를 할 수 있는 권한을 부여했으며, 이들의 수신호 또한 법적 효력이 있는 것으로 간주되어 위반시에는 신호 위반으로 단속될 수 있다. 또한 군사훈련 및 작전에 동원되는 부대의 이동을 유도하는 군사경찰과 긴급상황에서 운행하는 소방차, 구급차를 유도하는 소방공무원 또한 교통 정리 역할을 수행할 수 있다.
경우에 따라 교통을 통제하는 적절한 당국이 없는 상황에서 민간인이 직접 교통을 통제하기도 한다. 예를 들어, 2003년 북동부 정전 당시 토론토와 뉴욕 시의 시민들은 신호등이 작동하지 않는 동안 교통을 통제한 전례가 있다. 그러나 여러 국가나 지역에서는 이러한 관행이 불법이며 책임 문제로 인해 법 집행 기관 및 허가된 사람만이 교통을 통제할 수 있다.
미국에서는 경찰 개혁 이니셔티브의 일환으로 일부 교통 단속 권한을 일부 교통국(DOT)으로 이관하려는 노력이 있었다. 그중 가장 두드러진 사례는 캘리포니아주 버클리에서 추진된 것으로, 경미한 교통 위반을 단속할 "BerkDOT"을 설립할 계획이었다. 다만, 주요 위반 사항 및 도로 범죄는 여전히 버클리 경찰서가 담당하도록 했다. 이러한 방안을 지지하는 사람들은 교통 단속을 경찰에서 DOT로 이관하면 교통 정지 시 불필요한 갈등이 발생할 가능성을 줄이고, 교통 단속을 순수하게 교통 문제에 집중할 수 있도록 하며, 경찰이 보다 중대한 범죄 대응에 집중할 수 있게 된다고 주장한다.

## 같이 보기
- 주차 집행관
- 교통량
- 수상경찰